# Silla (Paikuse)
Silla – wieś w Estonii, w prowincji Parnawa, w gminie Paikuse.